# 哆啦A夢最終回
《多啦A夢最終回》，意為日本著名漫畫《哆啦A夢》的結局。目前除了原作者藤子·F·不二雄因出版社暫停哆啦A夢連載時的暫別篇，及電視動畫季度播畢後的告別篇，其余幾乎都為網上流傳的作品，儘管如此，作者去世前仍表明《哆啦A夢》沒有實質上結局，並隨著過世而結束連載。現今《哆啦A夢》的動畫仍在日本朝日電視台播放，漫畫連載部份則由小學館出版社及藤子·F·不二雄製作公司繼續出版，每年也會在日本黃金週檔期推出動畫電影。

## 正式版本

### 漫畫
有以下三個，皆隨連載的重新開始而轉為非正式結局。

#### 昭和46版
昭和46年（1971年）版：因未來人去現代觀光，造成了現代人的困擾，未來政府立法禁止時光旅行，因而使哆啦A夢必須回去了。

#### 昭和47版
昭和47年（1972年）版：世修（大雄的孫子）認為如果哆啦A夢一直在大雄身邊，大雄將會因為凡事依賴別人而一事無成，所以要哆啦A夢回未來。因而哆啦A夢裝病，但後來大雄很擔心，哆啦A夢便向大雄說出他真正要回未來的原因，大雄說他也是這麼想，便讓哆啦A夢回未來。從此哆啦A夢天天用時光電視看大雄努力向上的樣子。日本電視台昭和48年（1973年）放映的哆啦A夢依此為腳本，放映出哆啦A夢第1作的最後一集。

#### 昭和49版（再見，哆啦A夢）
在昭和49年（1974年）3月號繪製，故事為某日當大雄又想倚賴哆啦A夢時，面有難色的哆啦A夢告訴大雄自己將在明天返回未來：當晚兩人外出散步後分開，獨自來到空地的大雄遇到夢遊的胖虎，當胖虎因此要揍大雄時，大雄為了不讓哆啦A夢操心而決定不求救，最後大雄雖然遍體麟傷但卻靠著毅力令胖虎落荒而逃，趕到的哆啦A夢見到大雄的成長，流著淚的扶著大雄回家，待大雄入睡後靜靜地離開了。與前面兩版結局不同，本結局是籐子因當時將開啟其他漫畫連載而認真詮釋的最終回故事。但出於哆啦A夢的熱愛，他又在下一期畫了《哆啦A夢歸來了》 ，內容為大雄在愚人節被胖虎小夫欺負後，決定喝下哆啦A夢留給他能令反話成真的「謊言800」藥水報復，結果當大雄因詢問媽媽「哆啦A夢會不會回來」而回答「不會」時，殘留的道具效果使哆啦A夢奇蹟式的歸來了。《再見，哆啦A夢》收錄於單行本第6卷、而《哆啦A夢歸來了》則收錄於單行本第7卷。這段劇情被多次改編於動畫版，其中一次為1998劇場版大雄的南海大冒險的附篇哆啦A夢回來了，但由於影片廣為流傳遭到誤植或盜用，儘管電視動畫版仍然在播放中，卻經常被華文圈誤認為正式結局。2014年為紀念作者藤子·F·不二雄诞辰80週年的3D劇場版电影《STAND BY ME 哆啦A夢》，也經典重製此章節。

### 動畫
最早期1973年日本電視台動畫版結束時，描述哆啦A夢回去與大雄極力練習自行車的故事，改編自昭和47版的漫畫結局。此後轉移到朝日電視台繼續動畫的播出。

## 網路流傳
自BBS時代開始，華文地區網路上就流傳著數種虛構的哆啦A夢結局，來源多半為日本方面較早的謠傳。

### 植物人、自閉症兒童
雖然內容略有差異，但皆以「大雄為植物人、自閉症兒童或其他失去身心自由之人，所發生的一切皆如南柯一夢」為主要架構的灰暗版本結局，自從BBS流行之後即曾出現在各大動漫討論版，歷史悠久的假結局，其主要的版本包括：
- 大雄是個自閉症兒童。而哆啦A夢及它的一切，只是大雄自己的幻想。
- 大雄是個植物人，哆啦A夢的故事是他所做的夢。

據日本方面的考證，植物人（或自閉兒）版本的虛構結局最早在1986年秋天在日本出現，其緣由可能與作者本人當時因病入院有關，但之後卻如同人面犬、裂口女、不幸的信等小學生都會傳說的典型連鎖式傳遞在極短時間內快速漫延，並在稍後傳入華文世界。本說其真實性，後來由藤子·F·不二雄之女在其去世後接受的訪談中，以「曾問過父親這件事，他回答『哆啦A夢並不會以這樣突然且不幸的方式結束』(ドラえもんはそのような突然で不幸な終わり方にはしない)」的回答予以否定。

### 哆啦A夢沒電了
與植物人版等版本不同，其是少數存在漫畫內容（同人誌）的虛構版多啦A夢結局，由署名「田嶋．T．安惠」的男漫畫迷仿造原作風格所創作，並以每本500日圓的方式在書店寄售。由於侵權及不當獲利，被出版社「小學館」提告勝訴，該男同意回收偽書及賠償部分所得。
該版本最早源於1990年代一名日本大學生在個人網站所發表的同人小說，但在被網友以電子郵件轉寄與藝人鈴木蘭蘭於深夜廣播節目披露後引發意外的迴響。雖然原作者本人基於對藤子不二雄原作的尊重而撤除了連結，但2005年時同人誌漫畫家田嶋安恵仍以此為基礎推出了同人漫畫版的哆啦A夢完結篇，並在同人展售會取得1萬3千冊以上的驚人銷售量。稍後由於版權持有公司對此提出告訴，同人漫畫家最後以停止販售該漫畫，並將販售所得捐出的方式達成和解。雖然內容不被官方認同，但因風格極接近原作，被翻譯後在華文圈廣為流傳，因而被許多人誤認為「哆啦A夢真正的完結篇」。

#### 大綱
某一天，哆啦A夢忽然沒電了，大雄用時光電視向哆啦美求助，但由於時空巡邏隊忽然對時間旅行進行了原因不明的嚴格限制，導致哆啦美無法回到21世紀為哆啦A夢充電，這導致大雄面對了痛苦的二選一：一是冒著讓哆啦A夢失去與大雄共處記憶的風險將他送回未來修理（哆啦A夢在沒電時儲存生活記憶的記憶體位在被咬掉的耳朵裡），二是得靜待未來研發出保存哆啦A夢記憶的機器人科技。最後，大雄選擇了後者，並且決定要靠自己的能力去達成；終於，在數十年後，大雄成為一位世界知名的機器人工學博士，對自己許下的願望創造了奇蹟。

#### 爭議
- 該版本對主角未來的設定與原作並不同：出木杉英才長大後成為了一名宇航员，在這個版本則成為了日本總理；而野比大雄長大後成為了環境廳公務員，在這個版本中則成為了機械博士。
- 原設定中哆啦A夢的系統為重複利用能源，而此版本中因沒電停机。
- 雖然未來存在不確定性及變動可能，但照原計畫哆啦A夢應已回到世修的時代，原作中的大雄成人後生活並未提及哆啦A夢毀壞及保存一事。
- 在多啦A夢第三作105集多啦A夢的重生之日中亦有交待研發者需要重新設定多啦A夢，因此應不存在多啦A夢及多啦美不知研發者是誰的一事。
- 若依該版本的設定，結局則導向成「大雄就是多啦A夢的研發者」，如此世修一家應與多啦A夢製造工場應有密切的關係。此與原設定中世修家庭的設定形成了矛盾。

### 無限輪迴
网友的同人作，以时间悖论做的一個虛構結局。

#### 大綱
七十年後，在大雄老去，病重躺在床上的時，他對哆啦A夢說：「哆啦A夢，等我死後，你就回到未來，然後好好生活。」說完後就閉上了眼睛。
可是哆啦A夢並沒有回到未來，而是透過時光機回到大雄小的時候，然後對他說：「你好，我是哆啦A夢，請多指教。」
哆啦A夢：「即使重新來過，我還是會選擇遇見你。」

#### 爭議
根據原作跟動畫，部份透露出大雄成年後的家庭生活，當中並無哆啦A夢陪伴。如果想維持這種結局，哆啦A夢應該是終生陪伴著大雄，過程與結果明顯不吻合。
而且這種時空輪迴的劇情設定儘管常出現於其他科幻或奇幻作品中，但這種設定總有個矛盾的問題在於「進行時空輪迴的人究竟是谁」。原作有完整的哆啦A夢在未來被製造與早期生活的劇情，很顯然有輪迴起點的設定，但如此一來重新回到過去的哆啦A夢便會與剛從未來到現代的哆啦A夢衝突，如果想彌消這個衝突就要產生個起點不同的平行宇宙，那原世界的哆啦A夢又該有不同的結局，如此一來會變得極度複雜。
且不論未來如何先進，哆啦A夢的機械構造理應無法違背物理法則。哆啦A夢僅是隻身靠時光機回到過去身體不能重置成過去的狀況，這樣不斷輪迴下去機械構造與材料必會不斷老化，不論如何保養維修身體早晚會迎來無法修復的損壞而報廢。加上原作設定哆啦A夢製造過程本身就有瑕疵劇中又常因欠缺保養而故障，這樣提前報廢的機率更高。如果哆啦A夢在大雄死去前報廢那就無法繼續輪迴，又會產生新的結局而迎來另一個平行宇宙，輪迴的過去也無法執行而再度產生矛盾。如此一來，此結局只屬多啦A夢愛好者只為強調多啦A夢和大雄的深厚友情而創作出來，本身並毫無任何連載成份，亦不會是官方所認可的結局。

## 外部連結
- （繁體中文）哆啦A夢最終回解說
- （繁體中文）《再見，哆啦A夢》
- （繁體中文）《哆啦A夢歸來了》
- （日語）（哆啦A夢沒電了版）
- （中文）植物人結局:哆啦A夢最終回 - 通往未來的夢 （页面存档备份，存于）